# Aslan Kakhidze
Aslan Kakhidze (en kazajo: Аслан Кахидзе; 28 de octubre de 1988) es un luchador kazajo de lucha libre. Dos veces participó en Campeonatos Mundiales, logró la 5.ª posición en 2014. Ganó dos medallas en Campeonatos Asiáticos, de plata en 2014. Representó a su país en la Copa del Mundo, en 2013 clasificándose en la octava posición.